# Я
Я (gemen: я) är en bokstav i det kyrilliska alfabetet. Den uttalas ungefär som a eller ja. Vid transkribering av ryska skriver man ja i svensk text och [ja] i IPA. Man brukar transkribera ia efter t, s, z (т, с, з) och a efter i, j (и, й), såsom namnen Мария/София, Maria/Sofia. Vid translitteration till latinska bokstäver enligt ISO 9 används â.

## Teckenkoder i datorsammanhang
| Teckenkoder        | Versal: Я                  | Gemen: я                 |
| ------------------ | -------------------------- | ------------------------ |
| Namn (Unicode)     | CYRILLIC CAPITAL LETTER YA | CYRILLIC SMALL LETTER YA |
| Kodpunkt (Unicode) | U+042F                     | U+044F                   |
| HTML               | &#1071;                    | &#1103;                  |